# Blackpool FC
A Blackpool Football Club egy 1887-ben alapított angol futballcsapat Blackpoolban, Lancashire-ben. 1900-ban csatlakoztak a Labdarúgó Ligához, jelenleg a harmadosztályban, azaz a League 1-ban szerepelnek.
1899 óta a Bloomfield Road a klub otthona, beceneveik a 'Pool, a Tengerpartiak és a Mandarinok, utóbbi természetesen a mezszínük miatt. Legnagyobb riválisuk a Preston North End, a két csapat közötti rangadókat West Lancashire derby-nek hívják.
A Blackpool máig legnagyobb sikere az 1953-as FA Kupa-győzelem. A döntőben a Bolton Wanderers már 3-1-re is vezetett, de a végeredmény 4–3 lett a Mandarinok javára. Ezt gyakran nevezik Matthews-döntőnek is Stanley Matthews miatt.
A második világháború után a csapat hatszor léphetett fel a Wembley Stadionban és többször is közel került a bajnoki cím elhódításához. Az 1953-as Anglia-Magyarország meccsen négy 'Pool-játékos szerepelt a Háromoroszlános csapatban. Ezt a találkozót azonban a legtöbb angol szeretné elfelejteni, hiszen ekkor szakadt meg a szigetországiak 1901 óta tartó hazai veretlensége.
Az 1982–83-as volt a gárda legrosszabb szezonja, akkor ugyanis hátulról a negyedikek lettek a negyedosztályban, tehát majdnem kiestek a Labdarúgó Ligából. Azelőtt 12 évvel még az élvonalban futballoztak.

## Klubtörténet
A Blackpool FC mai formájában 1887. július 26-a óta létezik, akkor ugyanis egyesültek a St. John's Football Clubbal. Már történetük első évében elhódítottak két trófeát, a Fylde Kupát és a Lancashire Junior Kupát. 1888-ban alapító tagjai lettek a Lancashire Ligának, az első kiírásban ötödikek lettek a 13 résztvevő közül. A következő három évben másodikak lettek, kétszer a Bury és egyszer a Liverpool mögött. Utána viszont bajnoki címet ünnepelhettek.
A csapat otthona ebben az időben a Raikes Hall Gardnes, egy szabadtéri szórakoztató komplexum része volt. Itt futballpálya mellett többek között egy színház és egy csónakázótó is volt. Ez azt is jelentette, hogy átlagosan körülbelül 2000-en látták a meccseiket, így anyagilag sikeresek voltak.
Az 1893/94-es szezon sikertelensége után a 'Pool vezetői úgy döntöttek, kilépnek a regionális futball világából. 1896-ban pályáztak a Labdarúgó Ligába való felvételükért. Sikerrel jártak és bekerültek a 16 csapatos másodosztályba. Első meccsüket 1896. szeptember 5-én játszották a ligában, kb. 1500 szurkoló látta, ahogy 3-1-es vereséget szenvedtek a Lincoln Citytől.
Három szezon után kiestek a Secon Divisionból, ami akkor a liga legalacsonyabb osztálya volt, az 1900-as év azonban sikert hozott a számukra, harmadikok lettek a Lancashire Ligában, így visszakerültek a ligába. Az ezt követő 10 szezonban képtelenek voltak a 12-nél jobb helyen végezni. Az 1910/11-es idényben hetedikek lettek, ebben talán Joe Clennellnek volt a legnagyobb érdeme, aki 18 gólt szerzett.
Az első világháború kitörése után szüneteltek a hivatalos bajnokságok és minden csapat valamelyik regionális ligában bizonyíthatta tudását. Az 1919/20-as évadra tért vissza minden a rendes kerékvágásba, legalábbis a labdarúgásban. Ekkor nevezték ki a Blackpool első igazi menedzserét, Bill Normant. Irányítása alatt kétszer egymás után negyedik lett a klub, 1922-ben azonban csak a 19. helyet szerezték meg, majd rögtön utána ötödikek lettek. Ekkoriban igazolták le Harry Bedfordot a Nottingham Foresttől, aki angol gólkirály lett 32 találattal.
Az 1924/25-ös szezon már nem volt ilyen sikeres, a csapat a 17. helyet szerezte meg, de ekkor történetük során először eljutottak az FA Kupa negyedik köréig, ahonnan a Blackburn Rovers ejtette ki őket. 1929-ben Harry Evans lett z új menedzser, aki első szezonjában a nyolcadik vezette csapatát. Ebben a szezonban Jimmy Hampson 40 gólt szerzett. Ezt követően a Mandarinok megnyerték a másodosztályt, három ponttal a Chelsea előtt. A nagy menetelés során 98 gólt lőttek, melyből Hampson 45-öt magára vállalt.
A Blackpool három szezont töltött az élvonalban, kétszer lettek alulról a harmadikok, majd utolsóként kiestek. A kiesés arra sarkallta a vezetőket, hogy nevezzenek ki egy tapasztalt mester, ekkor esett a választás Sandy McFarlane-re. Két idény erejéig maradt, melyek alatt egyszer tizenegyedik, egyszer pedig negyedik lett a gárda. 1935 augusztusában Joe Smith ült le a kispadra és 23 évig föl sem állt onnan.
Az 1936/37-es szezonban másodikok lettek a Tengerpartiak és visszajutottak a First Divisionba. Két szezont töltöttek el itt, majd kitört a második világháború. A hivatalos bajnokságok félbeszakadásakor a Blackpool a tabella élén állt. Egyik csatáruk, Stan Mortensen - aki a háborúban is szolgálatot teljesített - 1946-tól kezdve kilenc szezonon keresztül végig a csapat gólkirálya volt. 1947-ben Stanley Matthews is a Bloomfield Roadra érkezett és ezután főleg ő volt Mortensen góljainak előkészítője. Az 1950-es évek volt a klub történetének legjobb időszaka.
Mortensen kilenc remek szezonja alatt a csapat háromszor jutott be az FA Kupa döntőjébe. 1948-ban a Manchester Unitedtől, 1951-ben pedig a Newcastle Unitedtől kaptak ki. Harmadik lehetőségükkel azonban már élni tudtak és 1953-ban legyőzték a Bolton Wandererst.
Az 1955/56-os szezonban érték el történetük legjobb bajnoki helyezését, amikor másodikok lettek a Manchester United mögött. 1958 májusában Smith távozott, helyére egy korábbi 'Pool-játékos, Ron Suart érkezett. Az 1960/61-es idényben került bevezetésre a Ligakupa, melyből a Tengerpartiak már a második körben kiestek. A bajnokságban sem alakultak a tervek szerint a dolgok, de végül sikerült bent maradniuk, ez egyetlen ponton múlott.
A továbbiakban vagy a tabella közepén vagy az alsó felében helyezkedtek el, végül az 1966/67-es szezonban ki is estek. Suart elhagyta a klubot és Stan Mortensen került a helyére. Az egykori sztárcsatár a harmadik helyre vezette a 'Poolt. Az utolsó, Huddersfield Town elleni meccsnek úgy vágtak neki, hogy minden bizonnyal feljutnak ha nyernek. 3-1 arányban diadalmaskodtak, de az ünneplés hamar véget ért, amikor kiderült, hogy a QPR az utolsó pillanatban győztes gólt szerzett az Aston Villa ellen, így ők kerültek fel a legjobbak közé.
Az 1968/69-es idény után a vezetőség meglepetésre úgy döntött, hogy kirúgja Mortensent, a népszerű edző eltávolítása haragot váltott ki a szurkolókból. Lee Shannon érkezett a Mandarinokhoz, aki játékos karrierje nagy részét az egyik riválisnál, a Burnley-nél töltötte. Vele rögtön feljutást ért el a csapat, mivel második helyen végeztek a Huddersfield mögött. A feljutást eldöntő meccsen 3-0-ra verték legnagyobb riválisukat, a Preston North Endet, amely ráadásul így ki is esett.
Nem sokáig élvezhették azonban az élvonalbeli futballt, hiszen rögtön kiestek. Hat éven keresztül folyamatosan az első tízben voltak a másodosztályban, 1978-ban viszont kiestek a harmadosztályba, történetük során először. 1980-ban Alan Ball vette át a csapat irányítását, de hamarosan távozott, hiszen újabb kiesés következett, ezúttal a negyedosztályba.
Az 1982/83-as szezonban az is kilátásba került, hogy a Mandarinok elvesztik ligatagságukat, végül a 21. helyen végeztek, ami elég volt a bent maradáshoz. Két évvel később másodikok lettek a Chesterfield mögött, így visszakerültek a harmadosztályba.
1989-ben Jimmy Mullen ült le a kispadra a Bloomfield Roadon, de hamar lemondott, mivel a csapat ismét kiesett és visszakerült a Division Fourba. Bill Ayre irányítása alatt ötödikek lettek, így indulhattak a rájátszásban. Az elődöntőben legyőzték a Scunthorpe Unitedet, de a fináléban a Torquay United jobbnak bizonyult.

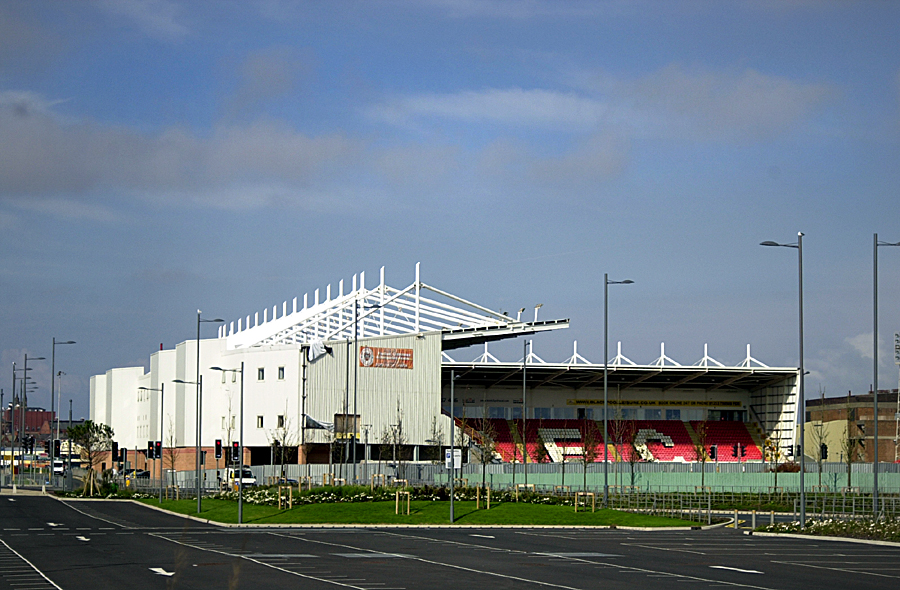
A csapat otthona, a Bloomfield Road.

Az 1991/92-es szezon után ismét a rájátszásban voltak a Tengerpartiak, a döntőben a Scunthorpe volt az ellenfél. Nem bírtak egymással a csapatok, így büntetőrúgásokra került sor, melyben végül a Blackpool győzött, így feljutott a harmadik vonalba. Első néhány szezonjukban szenvedtek, így 1994-ben Ayre-nek mennie kellett, hogy átadja a helyét Sam Allardyce-nak.
Allardyce megszilárdította a klub helyzetét a harmadosztályban, 1995-ben pedig bejuttatta őket a rájátszásba. Az elődöntőben előbb 2-0-ra megverték a Bradford Cityt, majd 3-0-s vereséget szenvedtek a visszavágón. Nem sokkal később Allardyce-t kirúgták. Ezután romlani kezdett a forma és az 1990/00-es idényben kiestek. A következő szezonban visszajutottak rájátszással.
2007-ben bejutottak az FA Kupa negyedik fordulójába az Aldershot Town legyőzésével. Ezt követően 3-2-es vereséget szenvedtek a Norwich Citytől, így elszalasztották a lehetőséget, hogy a Chelsea ellen játsszanak a következő körben.
A 2006/07-es szezon rájátszásának döntőjében 2-0-ra verték a Yeowil Townt, így feljutottak a másodosztályba. A kiesés ellen harcoltak, de a szezon utolsó napján, a Watford ellen bebiztosították bent maradásukat és 19-ek lettek.
A Blackpool a 2009/10-es szezonban óriási meglepetésre (de persze hatalmas hajrával) a hatodik, egyben utolsó rájátszást érő helyet szerezte meg, ezzel lehetőségünk nyílt a narancsmezeseknek arra, hogy hosszú idő után újra a legmagasabb osztályban szerepelhessenek. A playoffban a kétszeres BEK győztes Nottingham Forest-tel találkoztak. A Blackpool FC otthon 2-1-re majd idegenben 4-3-ra verte a Forestet, és ezzel bekerültek a rájátszás döntőjébe. A Wembley-ben 82 000 néző előtt egy rendkívül izgalmas meccsen 3-2-re verték a Cardiff Cityt, amely a mérkőzésen két kapufát is rúgott, ám ez sem volt elég ahhoz, hogy megakadályozzák Ian Holloway-ékat attól, hogy 1971 után először szerepelhessenek a legfelsőbb osztályban. A 2010-2011-es szezonban a 19. helyen végeztek az első osztályban, így egy idény után kiestek az élvonalból. A 2014-2015-ös szezonban utolsó helyezettként a másodosztálytól is búcsúzni kényszerültek. A 2015-2016-os idény végén kiestek a harmadosztályú bajnokságból is, ahová egy szezon után visszajutottak.

## Mezek
A Blackpool meze az 1923/24-es szezonban lett narancssárga egy Albert Hargreaves nevű menedzser ajánlására, aki egy Belgium-Hollandia meccset vezetett és nagyon megtetszett neki a hollandok meze. Az 1890-es években a csapat meze kék-fehér csíkos volt, azután előfordultak különböző összeállítások pirosból és fehérből, az első világháború után pedig fehér mezük volt.

## Játékosok

### Jelenlegi keret
2017. március 23. szerint
| #  |     | Poszt | Név                                            |
| -- | --- | ----- | ---------------------------------------------- |
| 1  | ENG | K     | Sam Slocombe                                   |
| 2  | ENG | V     | Kelvin Mellor                                  |
| 3  | ENG | V     | Andy Taylor (Csapatkapitány)                   |
| 4  | SCO | KP    | Jim McAlister                                  |
| 5  | SCO | V     | Clark Robertson                                |
| 6  | ENG | V     | Will Aimson                                    |
| 7  | ENG | CS    | Kyle Vassell                                   |
| 8  | WAL | KP    | Brad Potts                                     |
| 9  | ENG | CS    | Mark Cullen                                    |
| 11 | NZL | K     | Henry Cameron (kölcsönben a Wigan Athletictől) |
| 12 | ENG | KP    | Jordan Flores (kölcsönben a Wigan Athletictől) |
| 15 | SCO | V     | Tom Aldred                                     |
| 16 | IRE | V     | Eddie Nolan                                    |
| 18 | ENG | CS    | Danny Philliskirk                              |

| #  |     | Poszt | Név                                            |
| -- | --- | ----- | ---------------------------------------------- |
| 19 | JAM | CS    | Jamille Matt                                   |
| 21 | NGR | KP    | Bright Osayi-Samuel                            |
| 23 | ENG | KP    | Colin Daniel                                   |
| 25 | ENG | KP    | Myles Boney                                    |
| 27 | ENG | K     | Dean Lyness                                    |
| 28 | ENG | KP    | Jack Payne                                     |
| 29 | ENG | CS    | Sanmi Odelusi (kölcsönben a Wigan Athletictől) |
| 30 | ENG | CS    | Nathan Delfouneso                              |
| 31 | CIV |       | Armand Gnanduillet                             |
| 32 | IRE | CS    | Rowan Roache                                   |
| 33 | ENG | V     | Christian N'Guessan                            |
| 34 | USA | KP    | Sebastien Des Pres                             |
| 35 | GUY | KP    | Neil Danns (kölcsönben a Burytől)              |
| 36 | POR | CS    | Raul Correia                                   |
| 37 | SCO | KP    | Ian Black                                      |

#### Kölcsönben
| #  |     | Poszt | Név                                 |
| -- | --- | ----- | ----------------------------------- |
| 13 | ENG | K     | Mark Halstead (a Ketteringnél)      |
| 18 | JAM | CS    | Jason Euell (a Doncaster Roversnél) |

| #  |     | Poszt | Név                                   |
| -- | --- | ----- | ------------------------------------- |
| 22 | ENG | V     | Ashley Eastham (a Cheltenham Townnál) |
| 25 | ENG | CS    | Louis Almond (a Barrownál)            |

### A leghűségesebbek
Nyolc játékos, akik teljes profi karrierjüket a Blackpoolban töltötték:

## Sikerlista

### Bajnoki sikerek

#### Championship
- A másodosztály bajnoka (1):
  - 1929–30
- A másodosztály rájátszásának győztese (1):
  - 2009-10

### Kupasikerek
- FA Kupa (1):
  - 1953
- Anglo-Italian Kupa (1):
  - 1971
- Football League Trophy (2):
  - 2002, 2004
- Háború Kupa (1):
  - 1943
- Lancashire Felnőtt Kupa (6):
  - 1936, 1937, 1954, 1994, 1995, 1996
- Lancashire Junior Kupa (2):
  - 1888, 1891